# 肉齒目
肉齒目（学名：Creodonta），又名古食肉目，是一目已滅絕的哺乳動物，可能為並系群。生存於古新世至中新世。牠們與食肉目有一個共同祖先，但裂肉齒的特徵僅是趨同演化。其他哺乳動物也具有裂肉齒，例如已滅絕的蝙蝠食死蝠。
肉齒目是5500-3500萬年前非洲、歐亞大陸及北美洲生態中重要的肉食性哺乳動物。在漸新世的非洲，牠們是主要的掠食者。在漸新世初及中新世中期，牠們分別與中獸目及巨豬科競爭並勝出，但最終敗給了食肉目。最後的一屬肉齒目於800萬年前滅絕，由食肉目取代其生態位。

## 演化及分類
肉齒目曾被認為是食肉目的祖先，但現時卻認為牠們有共同祖先。牠們與食肉目一樣有食肉齒，可以切開肉類。一些學者指肉齒目代表了一類有不同祖先但趨同演化而來的哺乳動物，而非來自單一的共同祖先。雖然牠們要直至新生代才發生適應輻射，其起源最少可以追溯至上白堊紀。肉齒目於5500-3500萬年前是主要的肉食性哺乳動物，始新世是其多樣化及優越性的高峰。直至漸新世中期，肉齒目在北美洲、歐亞大陸及非洲取代了中獸目及大型的掠食鳥類，及後與自己的近親食肉目競爭。最後的新鬣獸於約800萬年前滅絕。

### 分類表 （2015）
- †鬣齿兽目 Hyaenodonta
  - †褶齿鬣兽属 Arfia
  - †肉鬣兽属 Lahimia
  - †贝阿里刀兽属 Boualitomus
  - †新副翼齿兽属 Neoparapterodon
  - †臭鼬犬兽支系 Galecyon clade
  - †狐鬣兽支系 Sinopa clade
  - †鬣齿兽科 Hyaenodontidae
  - †硕鬣兽超科 Hyainalouroidea
    - †印度鬣兽属 Indohyaenodon
    - †刀齿鬣兽属 Koholia
    - †三角锥齿兽属 Tritemnodon
    - †觉多兽属 Kyawdawia
    - †副三角锥齿兽属 Paratritemnodon
    - †后狐鬣兽属 Metasinopa
    - †畸齿鬣兽亚科 Teratodontinae
    - †硕鬣兽科 Hyainilouridae
      - †巨獅鬣獸屬 Simbakubwa
- †牛鬣兽目 Oxyaenodonta
  - †牛鬣兽科 Oxyaenidae

## 棲息地
肉齒目分佈於北美洲、歐亞大陸及非洲，外觀像現今的食肉目。其下的偉鬣獸被指是陸地上最大的掠食性哺乳動物，體型像美洲野牛屬，而頭顱骨是虎的兩倍。偉鬣獸的體型可以比美蒙古安氏中獸。2019 年發現的巨獅鬣獸體型可能更勝偉鬣獸，體重可達 1,500（3,300磅），超過現存的北極熊。肉齒目優越於其他的早期食肉目，如細齒獸類。牠們生存至800萬年前，最後的新鬣獸於巴基斯坦消失。熊、貓、鼬科、鬣狗、犬科（如狼）及其他的食肉目取代了肉齒目的生態位。

## 滅絕原因
肉齒目被食肉目取代的成因並不清楚。有可能是因牠們較細小的腦部、並不怎麼有效能及蹠行的運動方式。這些深層的缺點可能在經歷數百萬年後變得甚為重要。肉齒目的腰薦椎並不像食肉目般適合奔跑。
肉齒目的牙齒的排列亦和食肉目或其共同祖先有一些分別。
在肉齒目和大部分食肉目的最後共同祖先細齒獸類中，最後的上前臼齒及第一圓下臼齒都是食肉齒，可以幫助在後面的牙齒磨碎非肉類食物。但在肉齒目中，牠們的食肉齒在更後的位置：在第一上臼齒及第二下臼齒，或是第二上臼齒及第三下臼齒。這使得牠們差不多只可以吃肉。
對於現今絕對肉食性的貓科，第二及第三臼齒完全消失了，而食肉齒後的第一上臼齒亦退化了。故此現今的貓科只是偶爾會吃植物。